# Bill Antonio
Bill Leeroy Antonio (ur. 3 września 2002) – zimbabwejski piłkarz grający na pozycji prawoskrzydłowego. Jest wychowankiem klubu Dynamos FC.

## Kariera klubowa
Swoją karierę piłkarską Antonio rozpoczął w klubie Dynamos FC. W 2021 roku zadebiutował w nim w pierwszej lidze.

## Kariera reprezentacyjna
W reprezentacji Zimbabwe Antonio zadebiutował 11 listopada 2021 w przegranym 0:1 meczu eliminacji do MŚ 2022 z Południową Afryką, rozegranym w Johannesburgu. W 2022 roku został powołany do kadry na Puchar Narodów Afryki 2021. Na tym turnieju nie rozegrał żadnego meczu.